# ボクスホール

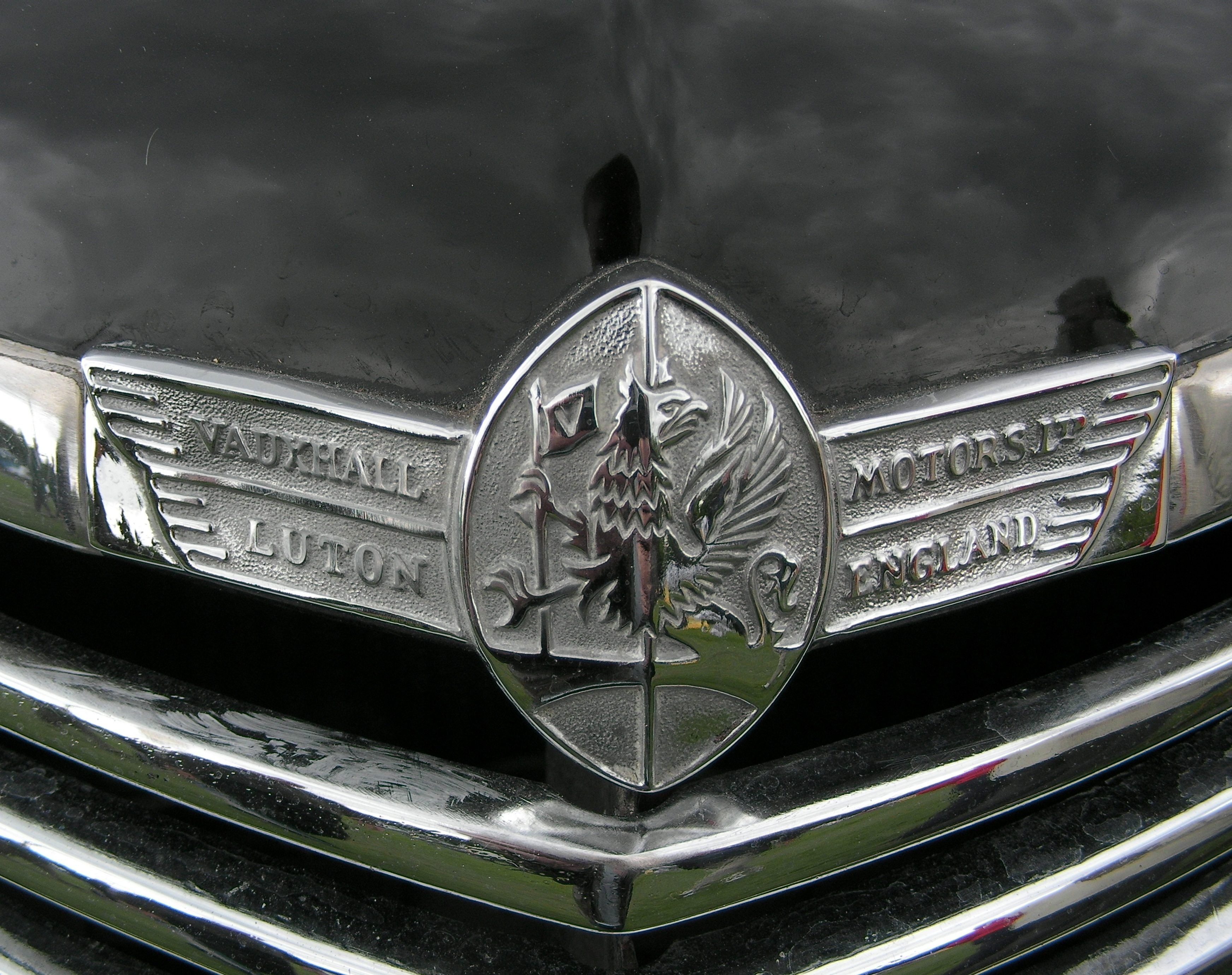
1930年代のバッジ
ボクスホール 14

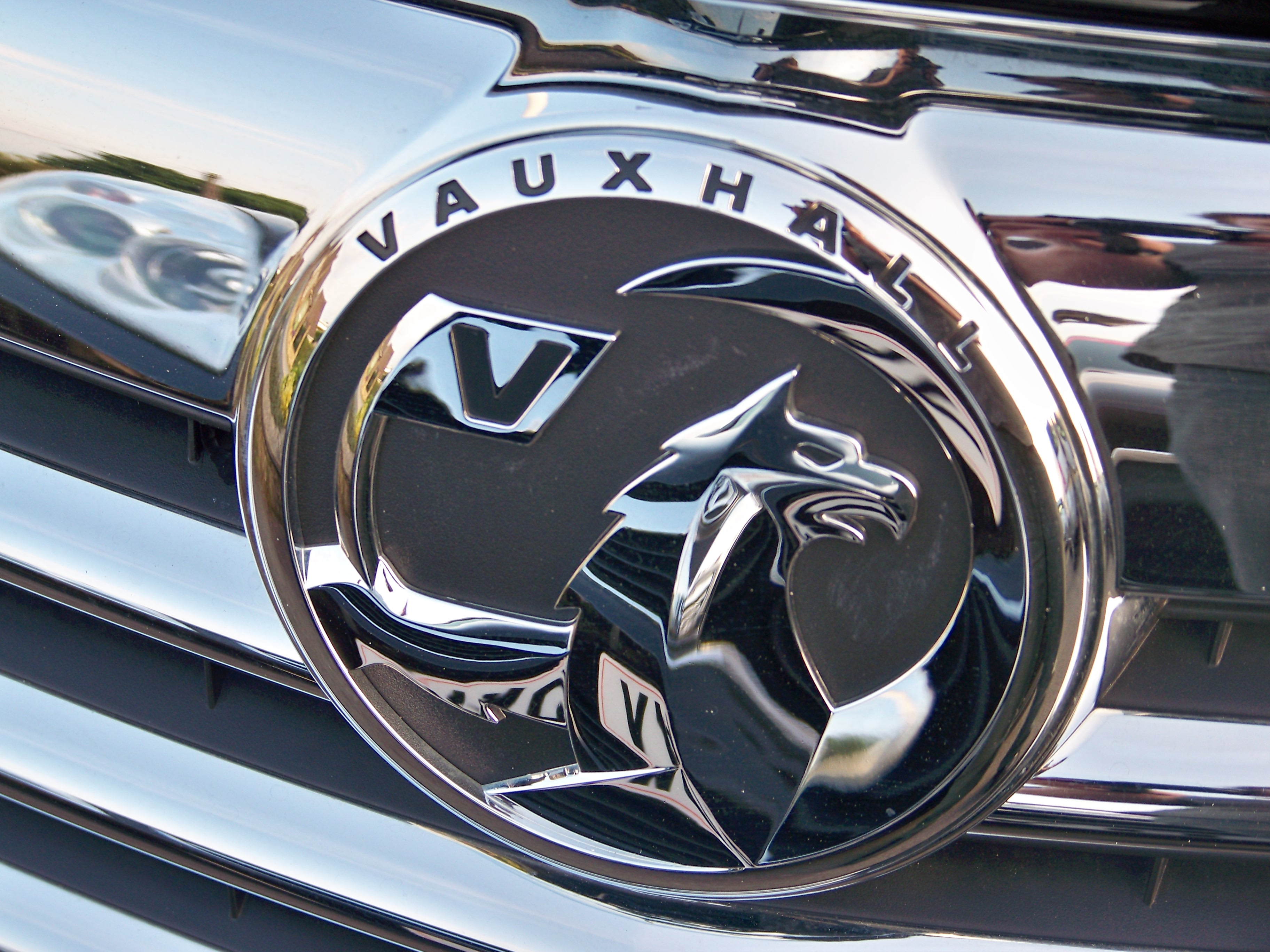
2008年以降のバッジ
インシグニア

ボクスホール（Vauxhall /ˈvɒksɔːl/）は、イギリスの自動車メーカーであり、ステランティス N.V.傘下のオペルの子会社である。
2020年現在、販売している乗用車と商用車は同じくグループPSAの子会社であるオペル車のバッジエンジニアリングモデルである。なお、かつて米国ゼネラルモーターズ（GM）系列時代はイギリス国外へ輸出され、日本でも販売されていたが、現在はイギリスのみの販売である。また、トラックとバスには「ベッドフォード」ブランド（Bedford Vehicles）を用いている。
日本語では「ボグゾール」「ボクソール」「ボックスホール」「ヴォグゾール」または「ヴォクスホール」などとも表記されるが、発音記号からすると原音に近いカナ転写は「ヴォクソール」である。ゼネラルモーターズ・ジャパンおよび輸入販売元（ヤナセ：ブランド取扱は1965年以前～1970年）によって公式に採用された表記はボクスホールである。

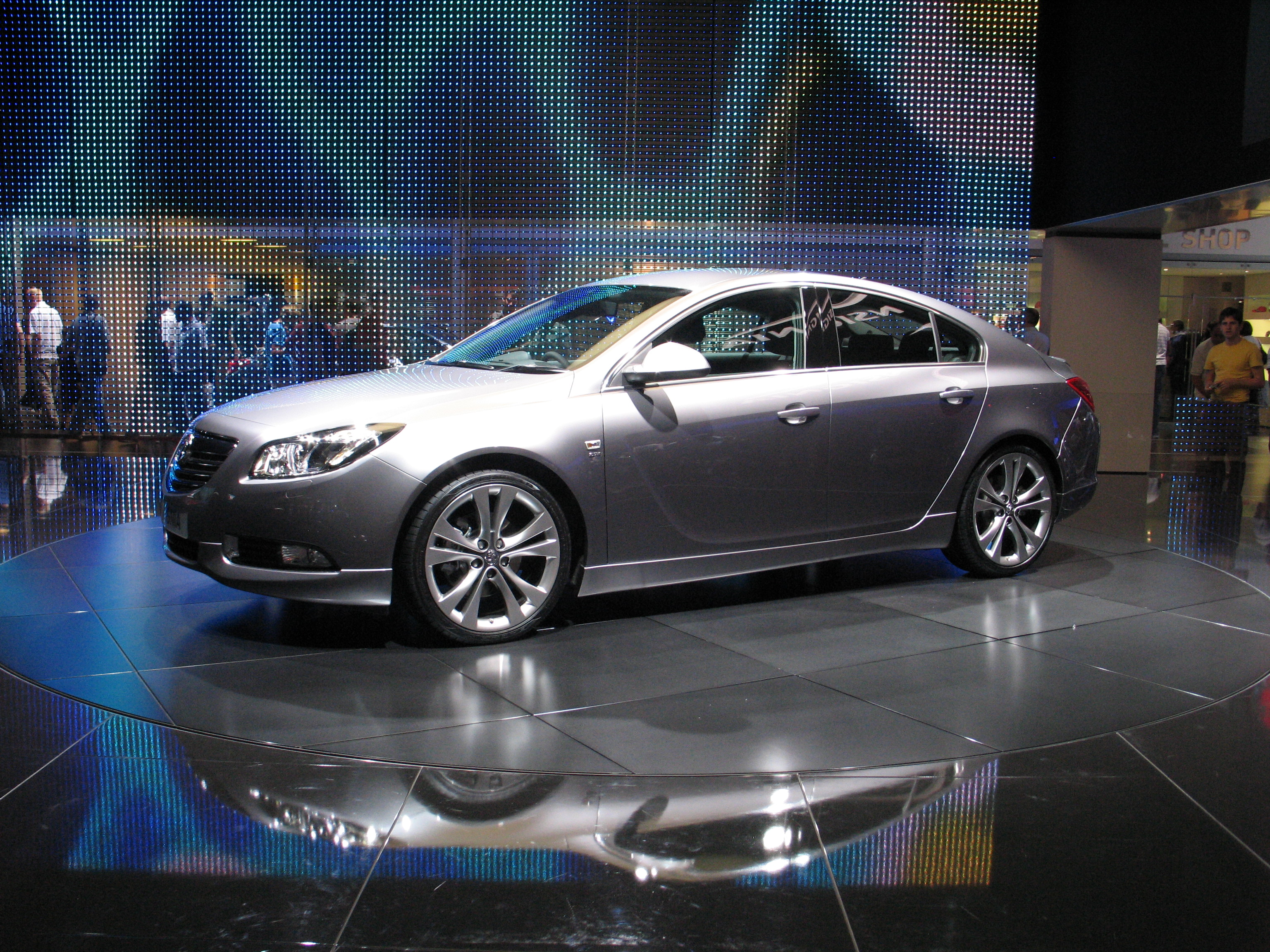
インシグニア

ボクスホールは19世紀中期に機械メーカーとして創業、1903年から自動車製造に参入した。
その初期には高性能スポーツカーを製造したこともあったが、1925年のGM系列入り後は実用的な量産車メーカーとなった。第二次世界大戦後は同じくGM傘下の西ドイツ（当時）のオペルとの車種共通化が進められ、1975年以降はほぼ一部の例外を除いて完全にオペルのバッジエンジニアリングモデルとなっている。
社名・ブランド名は、創業地であるランベスの工場近くの地名に由来する。ここには13世紀・ジョン王時代の軍人貴族であるファーク・ル・ブレアント（Fulk le Breant ）の館跡があり、元々「ファークス・ホール（Fulk's Hall ）」と呼ばれていたのが徐々に訛った。
エンブレムは旗を手にしたグリフィン像である。
2017年3月6日、PSAがGMからオペルならびにGM欧州展開の金融事業を計22億ユーロ（約2,600億円）で買収すると発表。これに伴い、オペルの姉妹ブランドであるボクスホールもこれに同調することとなった。事実上、これらをPSAの傘下とすることが決定したと同時に、GMが欧州市場から撤退することにもなる。同年8月1日、買収を完了した。2021年にはそのグループPSAとフィアット・クライスラー・オートモービルズ（FCA）が合併しステランティスが誕生。オペルとともにその傘下となっている。

## 歴史

### 創業期

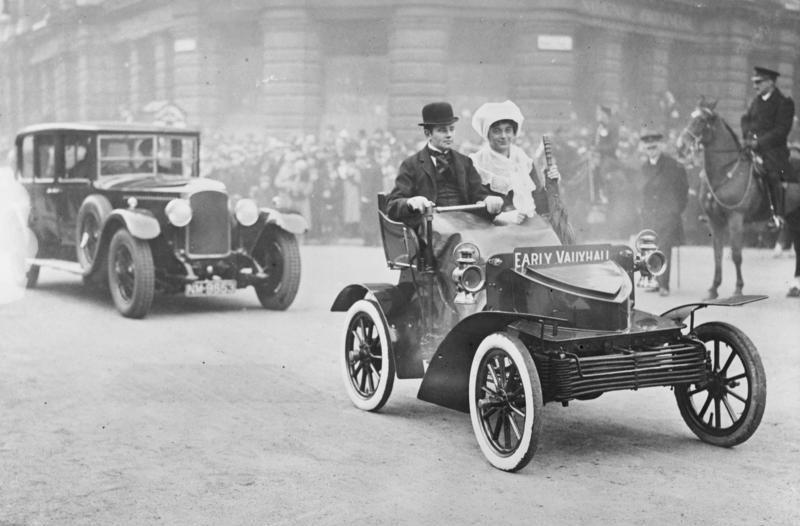
最初期の5h.p.ボクスホール単気筒車。1931年、ロンドンでの記念パレードにて。後には撮影当時の最新型ボクスホールが続く

1857年に実業家で技術者のアレクサンダー・ウィルソンがロンドン近郊のランベスに設立した機械メーカー、『ボクスホール・アイアン・カンパニー』（Vauxhall Iron Company ）が前身。その初期には船舶用の蒸気機関やポンプなどを多く手がけていた。1892年に経営危機に陥ったのち、経営再建の過程で1897年には『ボクスホール・アイアンワークス』（Vauxhall Ironworks ）と改称した。
1900年頃からガソリン自動車製造を目論み、社内の主任技術者F.W.ホッジスの設計で1903年に単気筒1,000 ccの小型車「5h.p.」を発表して自動車業界に参入した。その初期には堅実で丈夫な小型から中型車のメーカーとして発展する。1905年発表の「18h.p.」では、ボンネットの両肩部分に凹んだライン（フルート）を入れるデザインを取り入れ、以後1959年までの車に共通するデザインモチーフとなった。
1905年には、当時工場誘致活動があったロンドン北方ベッドフォードシャーの農村ルートンに新工場を建設し、自動車生産拠点を移転した。ルートンは偶然にもボクスホールの語源であるファーク・レ・ブレアントの出た所領地であった。翌1906年、隣接する工場のあったウェスト・ハイドロリック・エンジニアリングと合併し、『ボクスホール&ウェスト・ハイドロリック・エンジニアリング・カンパニー』となったが、更に1907年には自動車生産部門を他部門から切り離す形で独立させ、『ボクスホール・モーターズ・リミテッド』となった。

### ローレンス・ポメロイとボクスホールの最盛期

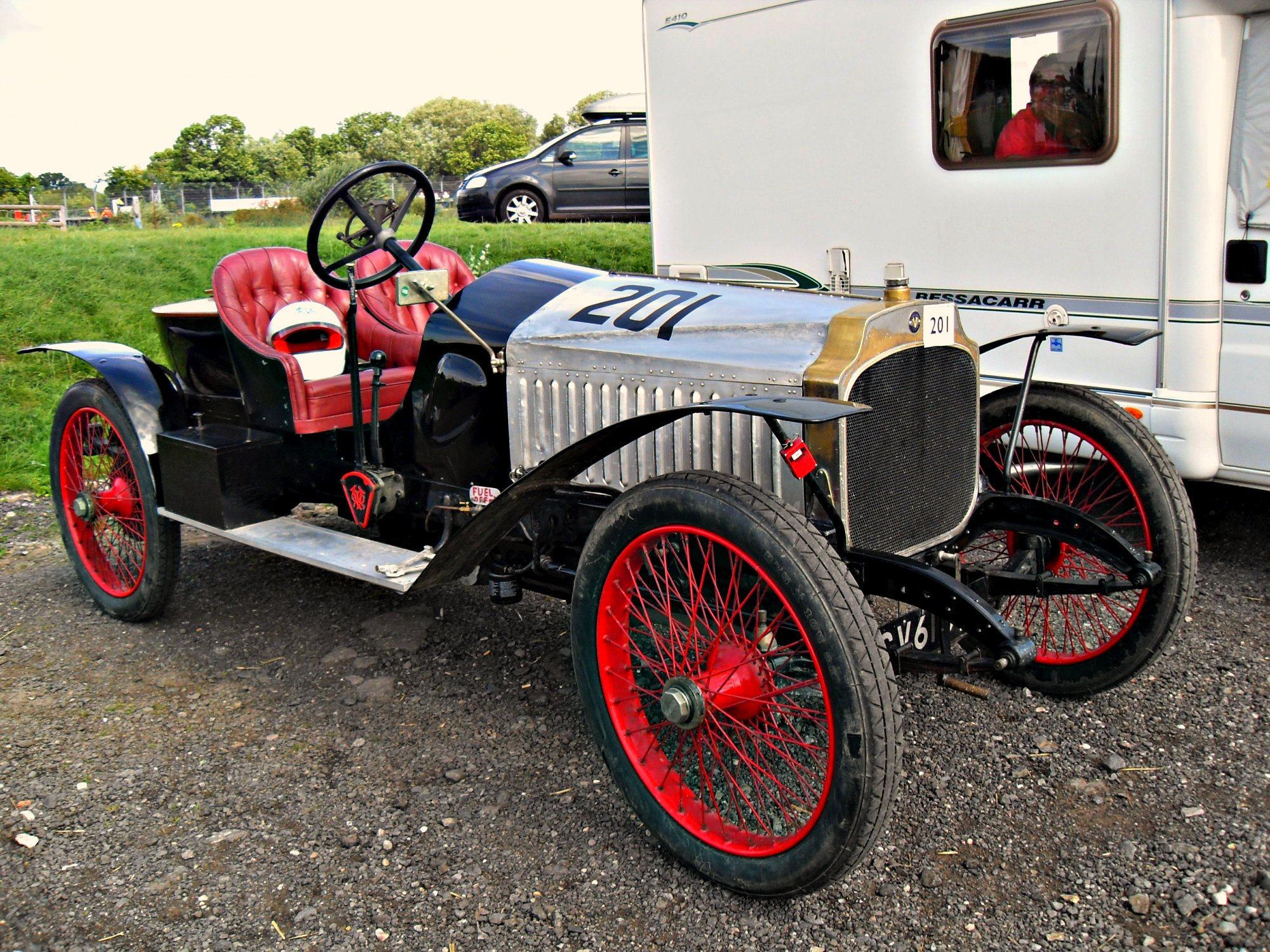
Aタイプ「20h.p.」。ローレンス・ポメロイの出世作となった

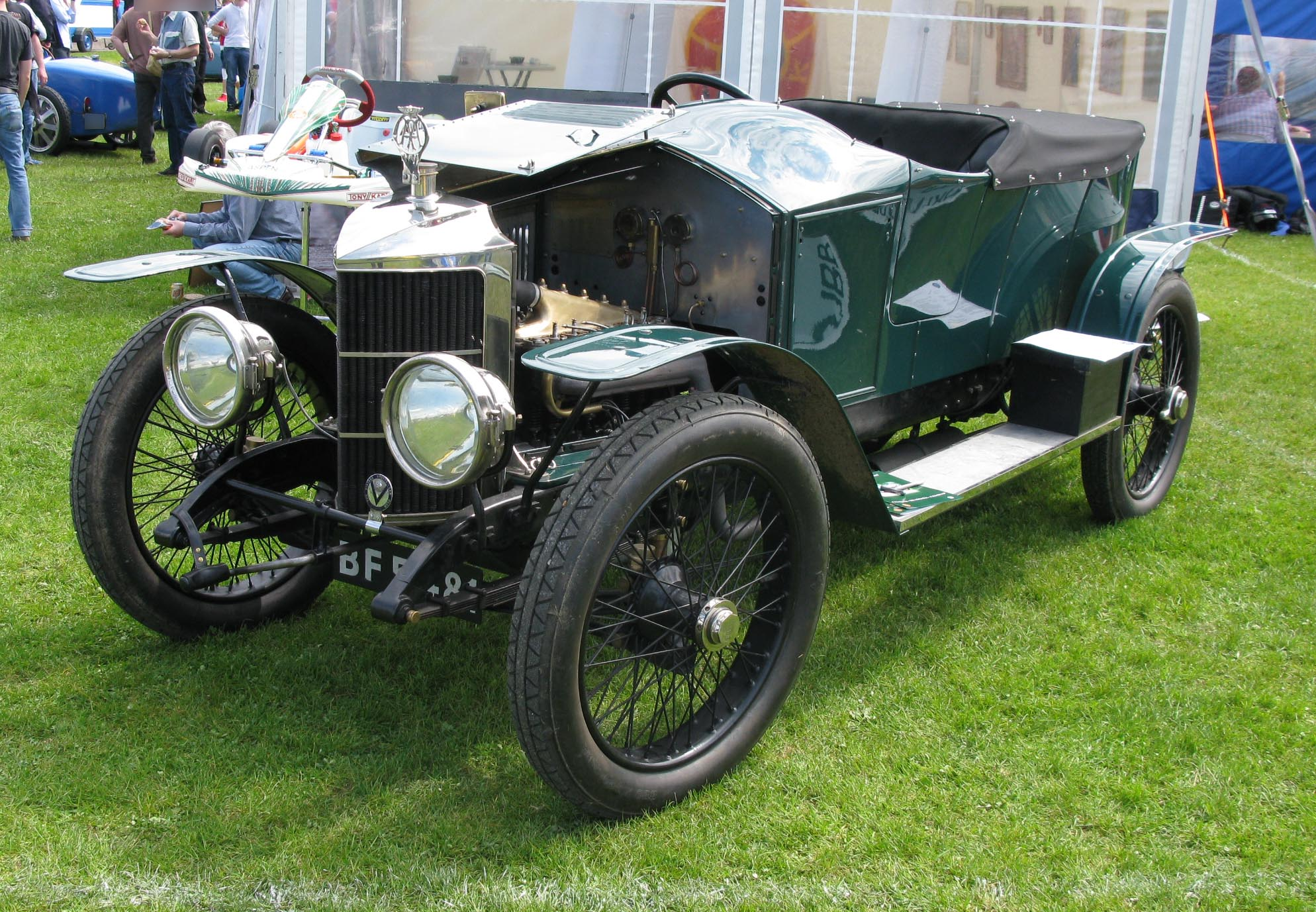
Cタイプ「プリンス・ヘンリー」1912年式。尖った「空力」ラジエーターが外観上の特徴

1907年、24歳の技術者ローレンス・ポメロイ（Laurence Henry Pomeroy 1883 - 1941年）が、製図工補という低い職階でボクスホールに入社した。
その年ボクスホールでは、王立自動車クラブ（RAC）が翌年に開催する競技会、「2000マイル・スコティッシュ・トライアル」への参加を計画し、新型車の開発を目論んだ。ところが主任技術者のホッジスは休暇でエジプトへの長期旅行中であり、急遽代わりの開発者が必要になった。
これを知り、元々自動車開発に強い関心を持ちエンジン技術の独学を重ねてもいたポメロイは、「自分に開発を任せてもらえれば、（30 hp足らずであった3リッターの）従来型エンジンを上回る40 hpを出してみせる」と社の上層部に申し出た。ホッジスの不在に苦慮していた重役陣は（常識では考えがたい起用であったが）、過去に特別な実績もなかった新入社員の大胆な自薦を受け入れた。
ポメロイが突貫作業で設計した3リッター直列4気筒エンジンは、サイドバルブ方式であるが吸排気効率の向上を考慮しており、高回転にも耐えられるように、クランクベアリングを各ピストン間全てに備えた高剛性の5ベアリング仕様であった。この周到な基本仕様は、排気量変更やシリンダーヘッド変更などによる、その後約20年に渡るエンジンの改良と延命を可能とした。更に、圧縮比は異常燃焼を起こさないぎりぎりのレベルまで上げられた。ポメロイは当時からいち早く高圧縮比エンジンの優位性を確信しており、異常燃焼リスクは誘因となる過熱の頻度を考慮すれば問題にはならないと割り切ったのである。果たしてこのエンジンは完成後最初のベンチテストで、実際に同排気量の従来型に比し、大幅に強力な38 hpの出力を発生した。
ポメロイの4気筒を搭載した新型車Aタイプ「20h.p.」（車名は当時の英国での課税馬力（Tax horsepower）20 hp級に属することによる）は、1908年6月の「スコティッシュ・トライアル」にパーシー・キドナー（Percy Crosbie Kidner　のちボクスホールの経営幹部）の搭乗により参加した。スコットランドでの悪路のトライアルとブルックランズ・サーキットでの高速レースを共にこなす過酷な競技であったが、前年優勝車で倍以上の7.0 L車ロールス・ロイス・シルヴァーゴーストを2位に下してトラブル皆無での総合優勝を獲得した。その後、1910年には60 hpまで強化されて流線形ボディを載せたレコードブレーカー仕様が速度テストで、当時の3リッター級車では例のなかった100マイル/h（約160 km/h）を突破するなど、Aタイプはメーカーの名を上げる非常な成功を収めた。ポメロイはこの実績によって大抜擢され、1912年から1919年の退社までチーフエンジニアを務めることになる。

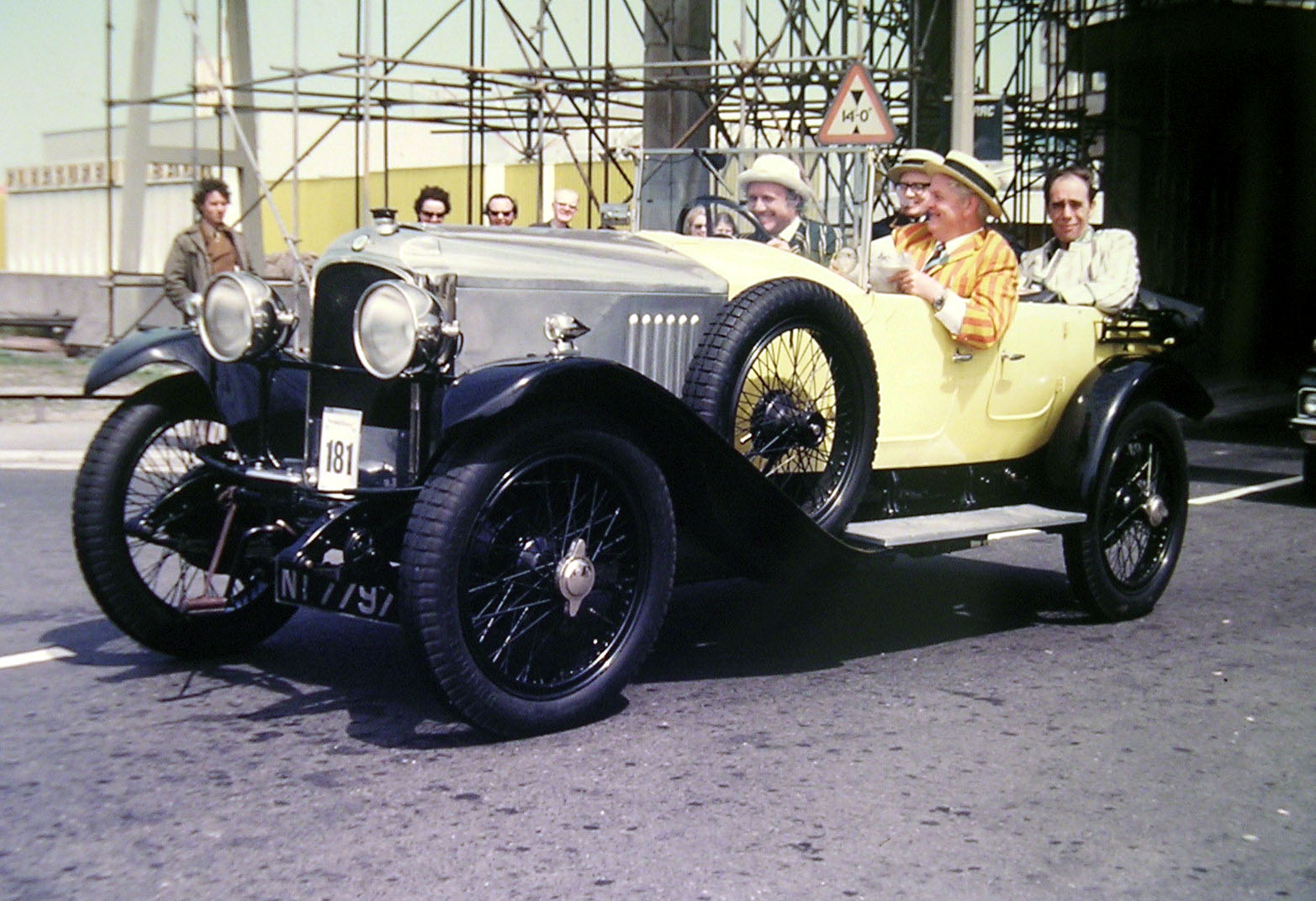
Eタイプ「30/98」
「ヴェロックス」の愛称を持つ直線的オープンボディ。30/98に架装されたボディ形式である。なお、同時期のDタイプはホイールベース以外は酷似した外見で判別困難である

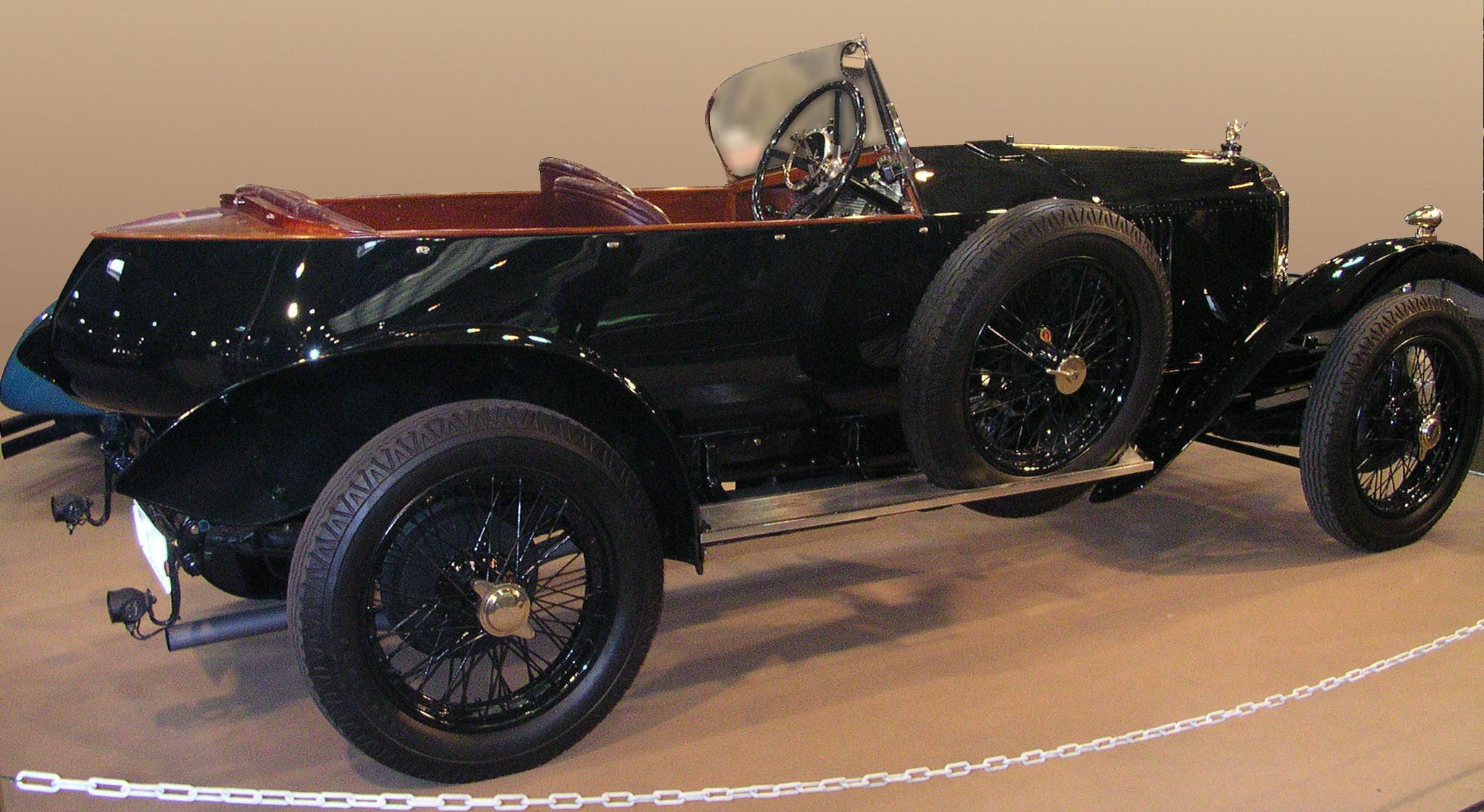
「30/98」後期の特装車「ウェンサム・ツアラー」（1924年）
ボートをそっくり模したユニークなスタイルである

以後ポメロイが手がけた車輛の多くは20h.p.の改良発展型で、1910年のCタイプ「プリンス・ヘンリー」（3 - 4リッター）、1912年のDタイプ25h.p.（4リッター）、1913年のEタイプ「30/98」（4.5リッター、のちOHVヘッド化後4.2リッター）などが該当する。これらは何れも20h.p.の4気筒エンジンを強化・拡大して搭載しており、パワーに対してメインのリア・ドラムブレーキのキャパシティに難があったことを除けば、当時のイギリス製中型車で最良レベルの自動車であった。
「プリンス・ヘンリー」と「30/98」はレース出場を念頭に設計されたスポーティモデルで、例えば30/98の初期形が搭載した、この時代では異例の90 hpを発揮するハイパワーエンジンと、当時としては優れたコーナリング性能によって、1910年代 - 1920年代のレースやヒルクライムで膨大な回数の勝利を収め、名声を高めた。
「プリンス・ヘンリー」は1910年、ドイツ帝国で開催された「プリンツ・ハインリヒ・トライアル」で好成績を収めた記念にその名（プリンツ・ハインリヒの英語表記）で呼ばれるようになったモデルである。「30/98」は、プリンス・ヘンリーの大排気量化によって急造された特注車が出自で、改良を受けながら1927年までの長期にわたって生産され（しかしその総生産台数は586台に過ぎない）、エドワーディアン期（エドワード朝時代・1910年前後）からヴィンテージ期（1920年代）における屈指の傑作スポーツカーとして、後世に至るまで高く評価されている。その最終形は最高出力120 hpを発生し、最高速度はノーマルで85マイル/h以上、レース仕様では100マイル/hに達したと言われる。
また、ロングホイールベースのツーリングカーであるDタイプのうち、第一次世界大戦中に生産された1,998台はイギリス陸軍省に納入され、軍用のスタッフカーとして西部戦線をはじめ、バルカン半島や中近東に至る各地の戦場で指揮官車・連絡業務などに用いられ、その信頼性を実証することになった。第一次大戦で軍用に用いられた乗用車では名車ロールス・ロイス・シルヴァーゴーストが著名であるが、イギリスの軍用乗用車の主力はボクスホールであった。1916年8月、イギリス国王ジョージ5世がソンムの戦いの最中に戦場を巡察した際には、臨時の御料車としてフランドルの泥濘地を踏み越え、1917年12月には、オスマン帝国軍を破ったイギリス陸軍のアレンビー将軍を乗せてエルサレム市街に入城し、1918年の第一次大戦終戦直後には、ライン川を渡ってドイツ国領内に踏み入った最初の戦勝国側車両となった。

### GMによる買収

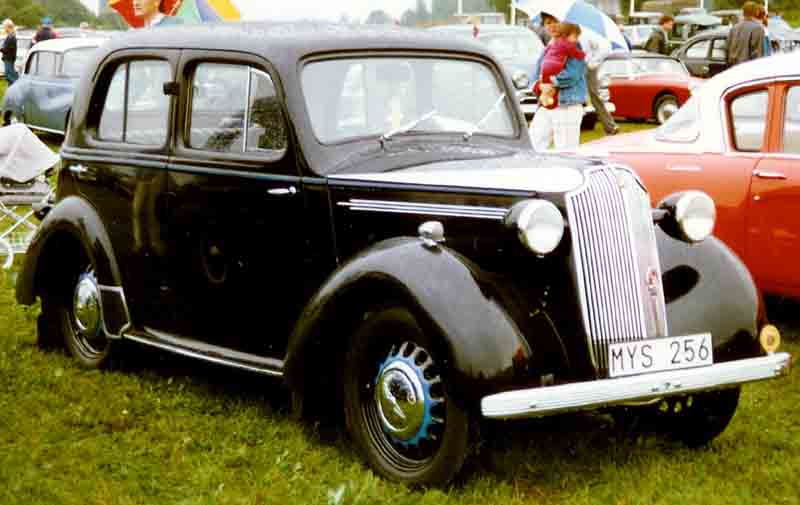
1938年型テン
当時の英国製小型車では最先端技術のモノコック構造や独立懸架を採用した。ボンネット肩にはボクスホールのアイデンティティ「フルート」が刻まれる

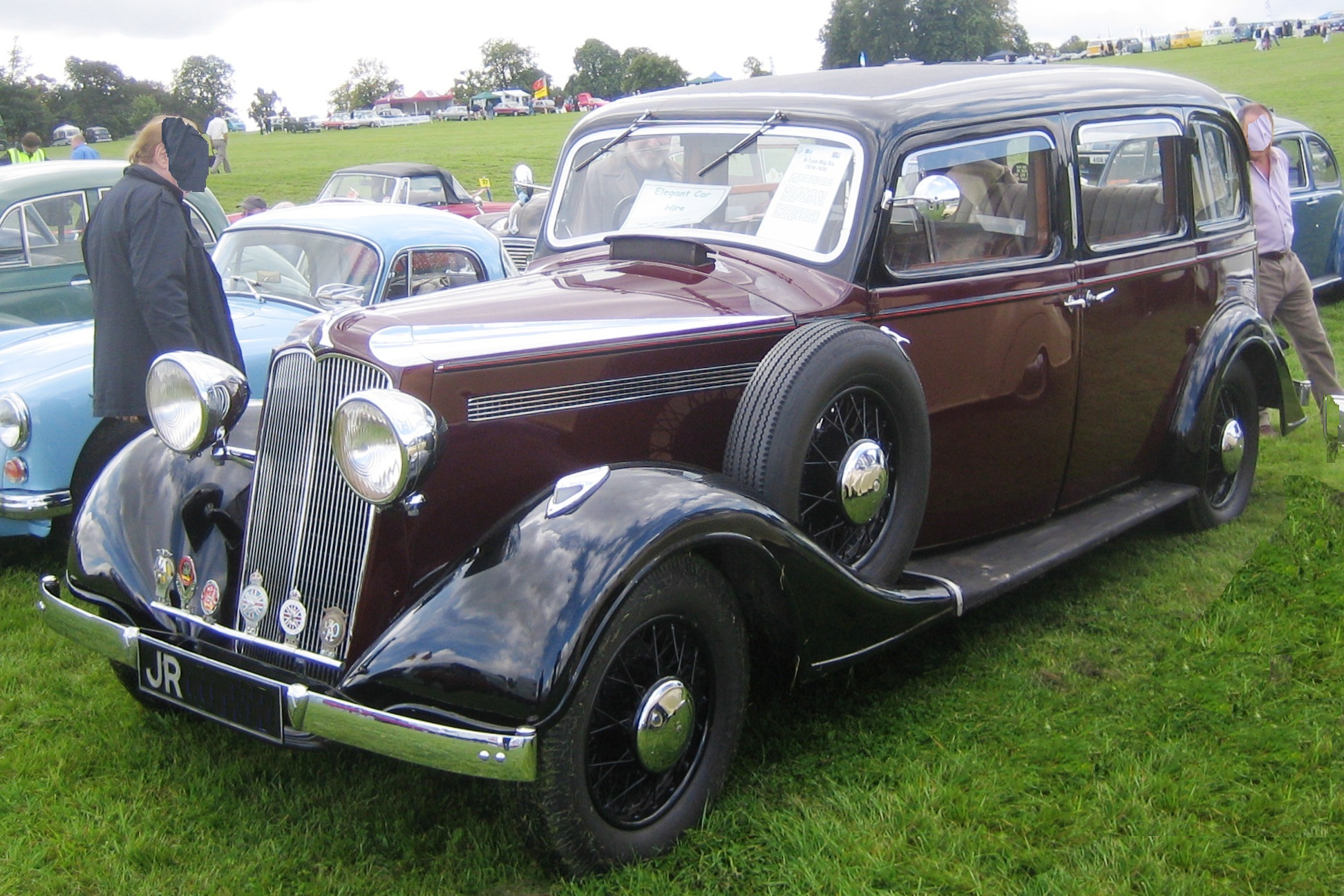
1939年型ビッグシックス
当時の最上級モデルでイギリスではアッパーミドルクラスに当たる。早くも三角窓を備える

しかし、比較的高価なモデルを少量生産するボクスホールの経営は元々不安定で、第一次世界大戦後には外国企業の参入などによる市場競争激化の影響を受け、経営不振に陥った。1922年からは量産型の中型車を生産するなど、マス・プロダクションへの志向を見せるようになるも経営状況の困難さは変わらず、1925年には257万5,000ドルでアメリカの大手自動車メーカーであるゼネラルモーターズ (GM) に買収された。
GMは第一次世界大戦後、ヨーロッパへの大規模な進出を進めていた。しかし、当時のイギリスでは輸入自動車に対する30 %を超える高率関税政策の「マッケンナ・デューティ」が行われており、同時にイギリス独特のボア径と気筒数から規定される自動車税制（Tax horsepower）から、高速向けなショートストローク・エンジンを搭載した大排気量車への自動車税も高かった。これでは大排気量ショートストロークエンジンが主流のアメリカ車を単純に輸入するのは得策といえず、GMはイギリスメーカーの買収を図って現地生産を行おうとしたのである。こうして外資企業となったボクスホールであったが、実際にはGMの影響を受けながらも、イギリスの国情に合致した独自車種の開発・生産が続けられた。
1930年、GMのイギリスにおける販売部門のトップであったイギリス人チャールズ・ジョン・バートレットがボクスホールの社長に就任した。バートレットは1953年まで社長職を務め、穏健な労使協調路線のもと業績を拡大、会社をマス・プロダクションメーカーへと発展させた。
1930年代には1.2リッターから3.2リッターまでのワイドレンジに生産モデルを広げる一方、1931年からはシボレー・トラックを国産化した2トン積トラック「ベッドフォード」を生産開始して商用車部門に進出、以後「ベッドフォード」ブランドの商用車群（Bedford Vehicles）は、ボクスホールの経営を下支えする重要部門となった。戦前最盛期の1938年には年産6万台に達し、イギリスにおける量産自動車メーカーの一つになっていた。

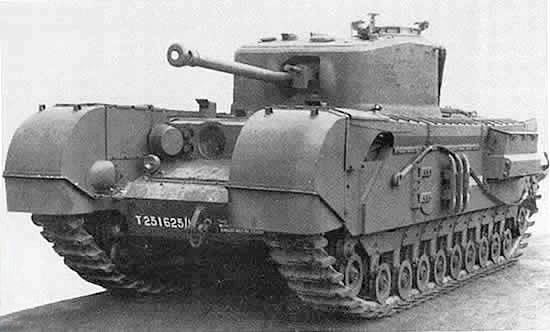
チャーチル歩兵戦車

この間には、アメリカのGM本社で開発された新技術が続々と移入された。シンクロメッシュ・ギアボックス（1931年）、ノー・ドラフト・ベンチレーション（いわゆる「三角窓」を用いて隙間風を防いだ換気システム　1933年）、前輪独立懸架（トーションバー・デュボネ式　1935年）、モノコック構造（1937年）、油圧ブレーキ（1937年）などは、該して技術面で保守的なイギリス車の中では極めて早い採用例であった。
第二次世界大戦中は軍需向けに25,000台のベッドフォード・トラック、2,500台の軍用乗用車を生産したほか、自社で設計・開発した38t重戦車の「チャーチル歩兵戦車」5,600両以上を生産した。このためボクスホール工場はドイツ軍による爆撃の被害を受けてもいる。

### 戦後のオペル化

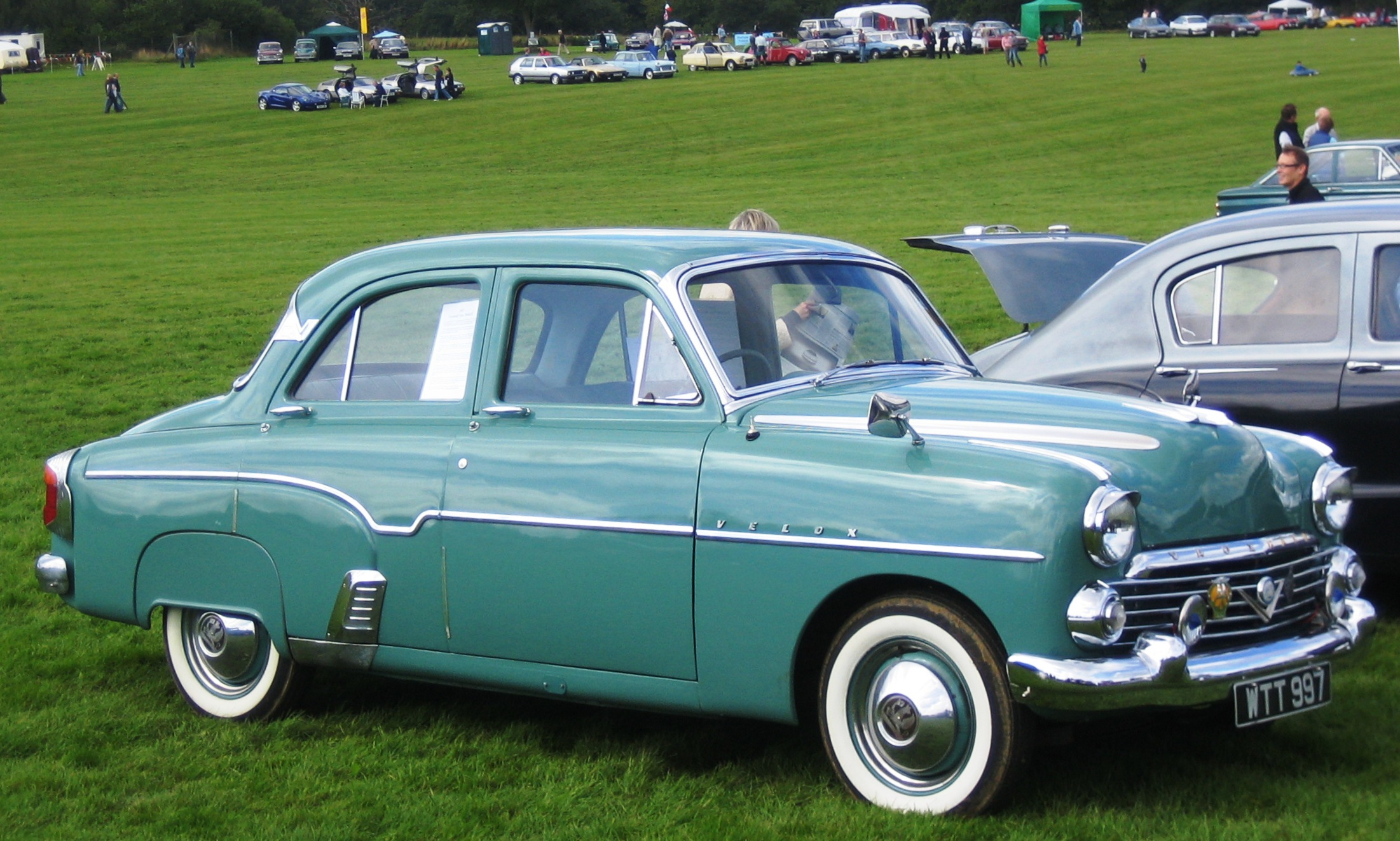
1953年型ヴェロックス
1951年から1957年まで生産された戦後モデルであるが、米国風のクロームメッキが多用された

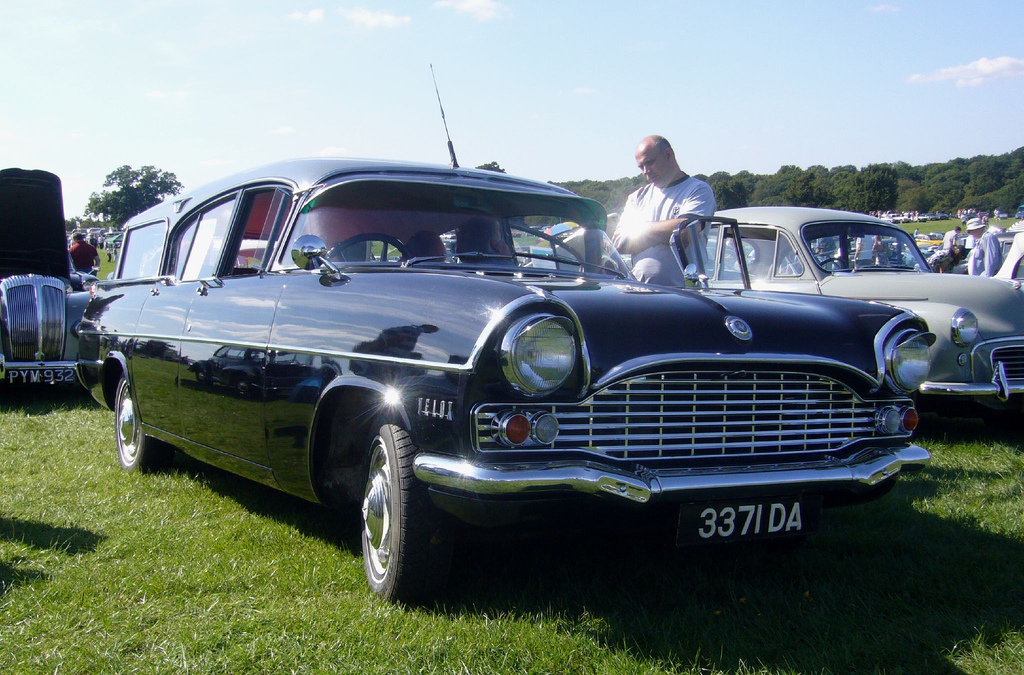
1960年頃のヴェロックス・エステート
GM式の米国調が著しいスタイル。車体後部をフリアリー社によって改装された正規版のエステートモデル

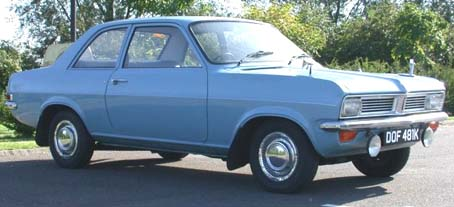
ヴィーヴァ
市場でのヒット作となったが、構造は西ドイツ製のオペル・カデットとほとんど変わらない

第二次世界大戦後のボクスホールは、終戦翌年の1946年から乗用車生産を再開したが、以後1960年代初頭までのモデルは、1.5リッター級4気筒と2.3から2.6リッター級6気筒の2系統に絞られた。いずれもアメリカ車の影響が著しいデザインと、保守堅実なメカニズムとを兼ね備えた、当時のイギリスにおける典型的な実用車であった。しかし、ブリティッシュ・フォードやBMCなど上位メーカーの台頭に押され、メーカーとしての存在感の薄さは否めない傾向にあった。
イギリス国内の大衆車市場において、ミニやフォード・アングリアに対抗しうる最量販モデルとなる1リッタークラスの小型車が、ボクスホールには長年にわたって欠落していた。これを補うために、1963年からは1,056 ccの小型車「ヴィーヴァ」を生産開始したが、これは同じGM傘下の西ドイツのオペルが前年から生産していた小型車「カデット」に若干改変を加えただけのモデルであった。これをきっかけに、GMは国際的な生産モデル共通化の傾向を強め、ヨーロッパ市場では生産規模が一番大きく開発能力が高かったオペルを開発拠点とするようになる。
1970年以降はオペル追随の動きが顕著になり、ボクスホールの完全な自社開発モデルは全てのカテゴリにおいて消滅した。オペル車との共通化はボディシェルの共用化から始まり、徐々に内外の全体的な共通化が進められ、1990年代には車種名も統一され、現在は実質的にオペルのイギリス向けバッジ・エンジニアリングの状態となっている。
同じくGM傘下にあった日本のいすゞ自動車のSUV、ロデオ/ミューや、商用車のファーゴ、GMと提携関係にあったスズキの軽トラック、キャリイをベッドフォードブランドで販売していたことがある。

### グループPSAによる買収
2017年3月3日、GMはグループPSA（Groupe PSA）へ、ボクスホールとオペルの自動車事業全体、およびブランド使用権の売却について暫定合意したことを発表。また3月6日、およそ22億ユーロにて売却することに合意と発表した。
所有権の譲渡にあたっては、ヨーロッパにあるGMのすべての工場、ボクスホールとオペルの販売組織の所有権が、リュッセルスハイムにあるアダム・オペル有限会社（Adam Opel GmbH）に移譲され、 2017年6月30日、アダム・オペル有限会社の子会社である、オペル自動車有限会社（Opel Automobile GmbH）にその所有権が移譲され、その後8月1日、オペル自動車有限会社をグループPSAに売却した。アダム・オペル有限会社は、元オペル労働者の年金の支払いを目的として、GMが所有している。 
2017年9月18日、ボクスホールの正式な社名が、ゼネラルモーターズUK有限会社（General Motors UK Limited・2008年4月より使用）より、元のボクスホール自動車有限会社（Vauxhall Motors Limited）に変更された。
2019年5月7日、ボクスホールはルートンのグリフィンハウスより、ルートンの北部にあたるシャルトンのシャルトンハウスへ、本社を移転させた。
2021年1月16日、グループPSAはフィアット・クライスラー・オートモービルズ（FCA）と合併、「ステランティス」が発足した。

## 車種一覧
ほとんどがオペルと共通であるが、オーストラリア市場に特化したVXR8のオペル版は存在せず、逆にオペル・GTのボクスホール版は存在しない。

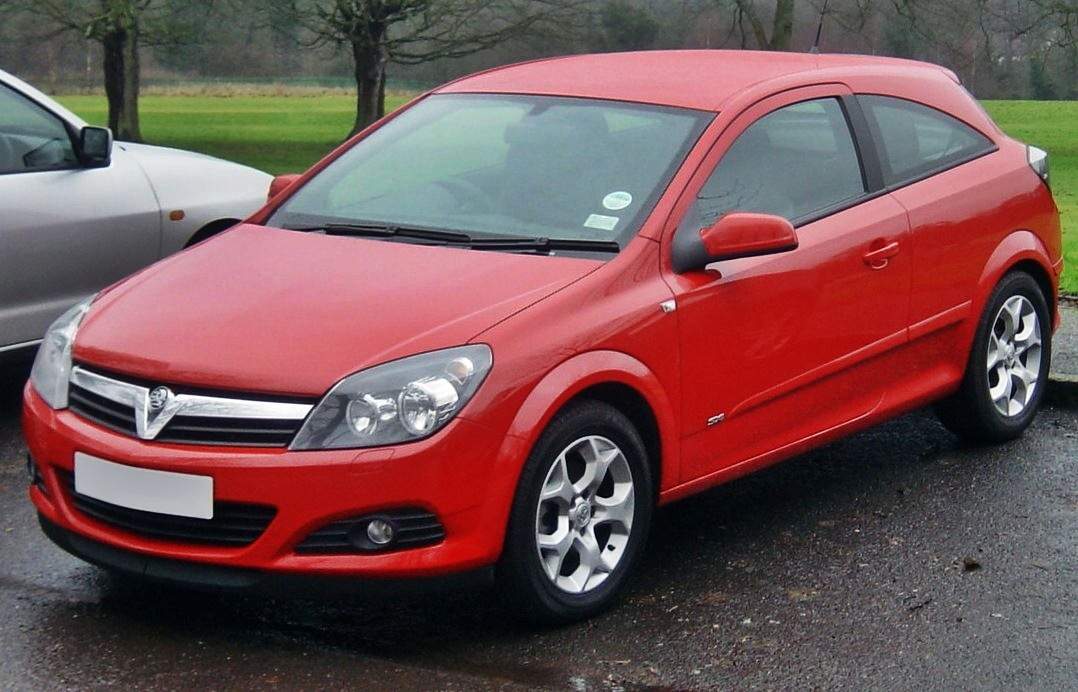
アストラ

### 現行
- コルサ（Corsa）
- アストラ（Astra）
- モッカ（Mokka）
- インシグニア（Insignia）
- クロスランドX（Crossland X）
- グランドランドX（Grandland X）
- コンボ（Combo）/コンボライフ（Combo Life）
- ヴィヴァーロ（Vivaro）/ヴィヴァーロライフ（Vivaro Life） - 現行3代目はシトロエン・ジャンピー/シトロエン・スペースツアラーのOEM
- モヴァノ（Movano） - ルノー・マスターのOEM

### 旧来
- アダム（Adam）
- メリーバ（Meriva）
- カスケーダ（Cascada）
- ザフィーラ（Zafira）
- VXR8 ※ホールデン・スペシャル・ビークルズ（HSV）からのOEM。

## モータースポーツ

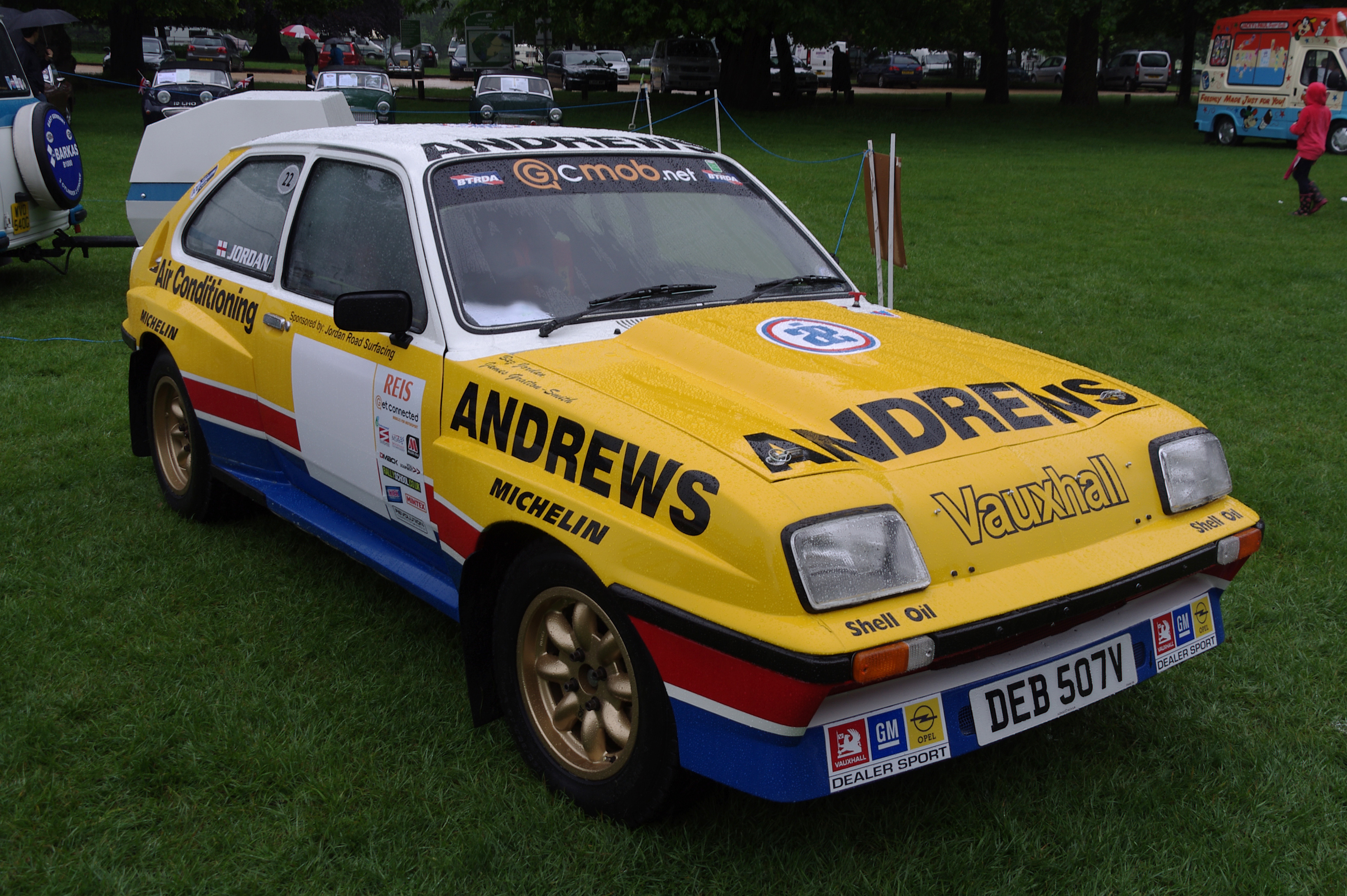
1970年代シェベットのラリーカー

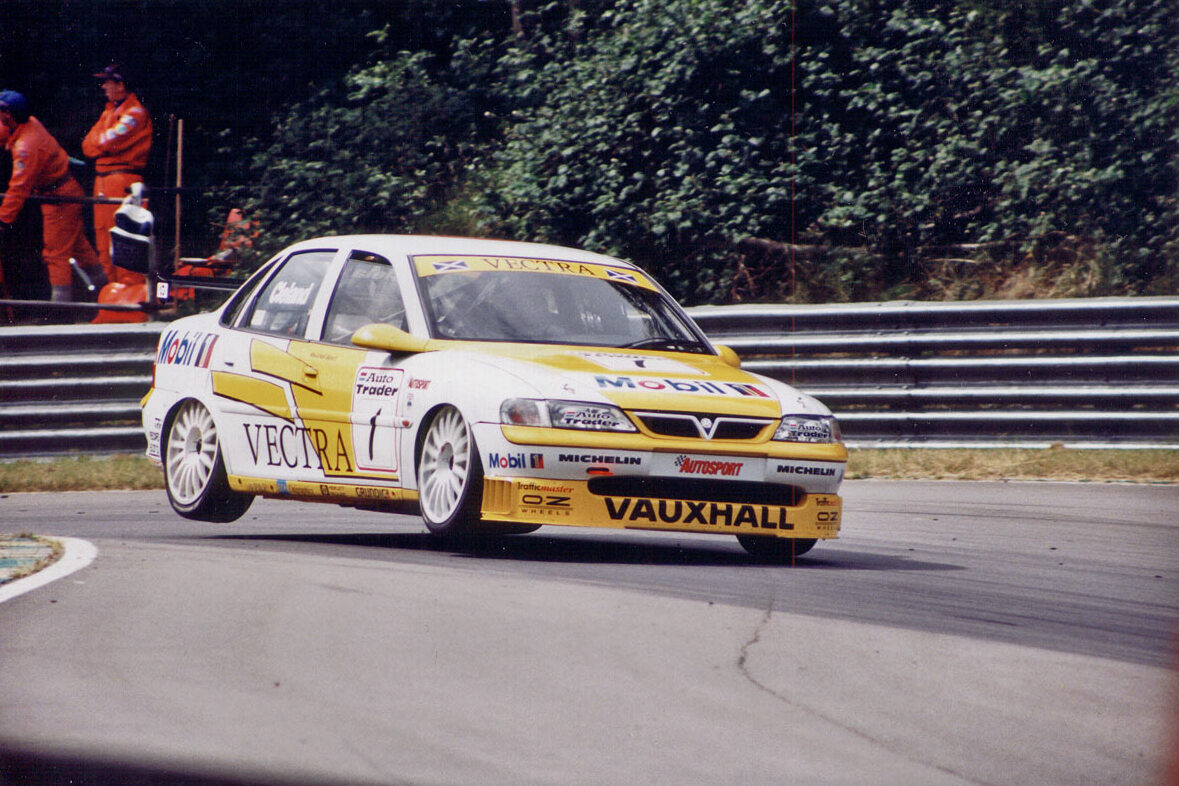
1996年スーパーツーリング時代のBTCCに参戦するベクトラ

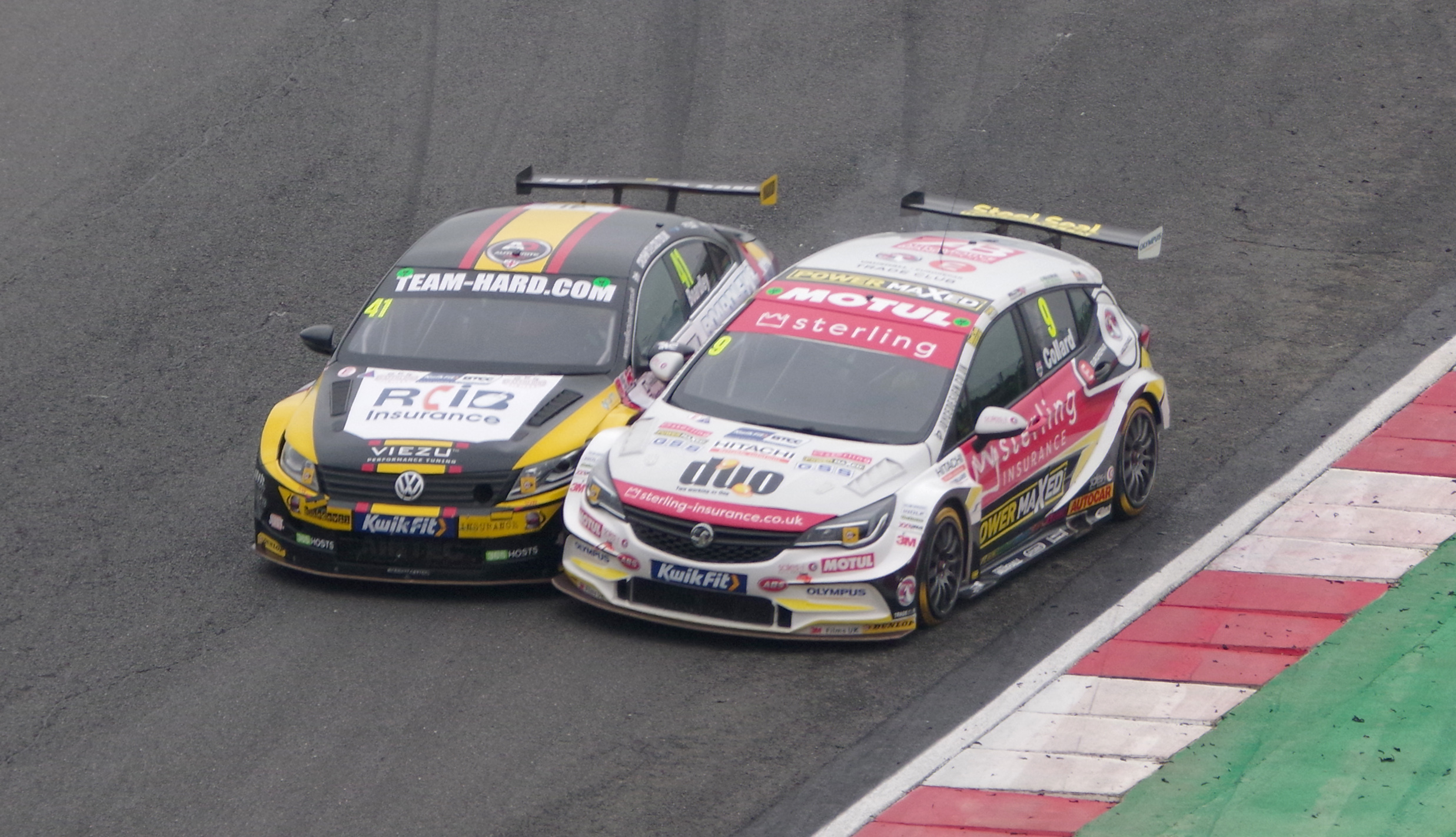
2019年VW・ゴルフ（左）とぶつかり合いのバトルを展開するNGTC規定のアストラ（右）

古くは「20h.p.」「プリンス・ヘンリー」「30/98」に代表されるローレンス・ポメロイ設計の各車が第一次大戦前後のレース界に残した戦績はモータースポーツ史に残る歴史的な活躍と言えるものである。戦後も1970年代に英国のラリー活動で存在感を示した。
近年では英国ツーリングカー選手権（BTCC）に1993年から継続参戦。00年代の「BTCツーリング」規定では、ほぼ唯一のワークスチームとして活動し続けたが、2011年のNGTC規定の導入以降はワークス参戦から撤退したが、2018年に復帰した。
日本においても全日本ツーリングカー選手権(JTCC)の1994年シーズン、キャバリエで参戦していたこともある（同年シーズン途中でオペルブランドに変更）。
このほか、最近までフォーミュラ・ボクスホールというジュニア・フォーミュラを開催したり、ジム・ラッセル・レーシングスクールに長年協賛するなど、若手レーシングドライバーの育成に力を入れていた。
フォーミュラ・ボクスホール出身の主なドライバー
- デビッド・クルサード（1990年、フォーミュラ・ボクスホール・ロータス）
- ヤン・マグヌッセン (1991年、フォーミュラ・ボクスホールJr./1992年、フォーミュラ・ボクスホール・ロータス）
- 桧井保孝（1991年、フォーミュラ・ボクスホール・ロータス）
- ピーター・ダンブレック（1994年フォーミュラ・ボクスホールJr.、1995〜1996年フォーミュラ・ボクスホール（1996年チャンピオン））
- ジャスティン・ウィルソン (1996年〜1997年、フォーミュラ・ボクスホール）
- ダニカ・パトリック (1998年〜1999年、フォーミュラ・ボクスホール）
- 佐藤琢磨 (1999年、フォーミュラ・ボクスホールJr.）